# Ozyptila pacifica
Ozyptila pacifica là một loài nhện trong họ Thomisidae.
Loài này thuộc chi Ozyptila. Ozyptila pacifica được Richard C. Banks miêu tả năm 1895.